# Xennials
Ne doit pas être confondu avec Génération X.
Les xennials désignent le groupe de personnes occidentales nées entre les générations X et Y (en anglais, Millennials), soit approximativement entre 1977 et 1983.

## Origine du nom
Le terme « xennials » est un néologisme, mot-valise mélangeant le « X » de « génération X » et « ennials » de « Millennials ».
Il apparaît pour la première fois en septembre 2014 dans un article de Good magazine. Les deux auteurs, Sarah Stankorb et Jed Oelbaum s’y interrogent sur les avantages et les inconvénients des différentes générations. Ils pensent alors qu’une partie de la population comporte des particularités spécifiques et n’est pas prise en compte dans les études.
Le terme a depuis été repris dans de nombreux articles, en particulier une interview du professeur de sociologie Dan Woodman de l'université de Melbourne pour Mamamia : « Si vous êtes né entre 1977 et 1983, il y a un nouveau nom pour vous »,. 

## Description
La génération des xennials se caractérise par une enfance dans une époque analogique et une vie adulte connectée très tôt. Ils sont également entrés sur le marché du travail bien après la récession du début des années 1990 mais avant la crise financière mondiale. 
Pour le chercheur Dan Woodman, « l'idée est qu'il y a cette microgénération ou génération intermédiaire entre le groupe de la génération X - que nous considérons comme les enfants dépressifs qui portent des chemises en flanelle, qui écoutent du grunge, qui suit les baby-boomers et les Millennials - qui sont décrits comme optimistes, techniquement avisés et peut-être un peu trop sûrs d'eux et trop confiants »,,. 
Pour Samuel Dock, psychologue clinicien, les xennials « incarnent vraiment la transition de la postmodernité à l'hypermodernité […] Ils sont la génération de l'ambivalence. Ils aiment les hamburgers, mais se soucient du bien-être animal. Ils ont lu des livres, mais se contentent des titres d'actu sur les réseaux sociaux. Ils aspirent à l'authenticité, veulent du temps pour eux, mais ont du mal à se déconnecter et font des burn-out. Ils sont en permanence sur une ligne de rupture ».